# Canillas de Albaida
Canillas de Albaida és un municipi d'Andalusia, a la província de Màlaga. Limita al nord amb Alhama de Granada (província de Granada), a l'est i sud-est amb Cómpeta, al sud amb Árchez, al sud-oest amb Arenas i Sayalonga, i a l'oeste amb Salares.

## Història
Alguns investigadors daten en el segle xiii les primeres notícies sobre aquest nucli de població. En els arxius del-hawz o terme de Vélez hi constava com a alqueria, amb el nom d'Albaida (blanca), per l'abundància de flors d'aquest color que existien en el seu entorn. En 1487, després de la conquesta de Vélez-Màlaga pels Reis Catòlics, Canilles se suma als requeriments d'obediència imposats pel rei Ferran el Catòlic. El 1569 els seus veïns, en la majoria moriscs, s'uneixen als de Cómpeta i altres pobles de la comarca rebel·lant-se contra l'opressió de Felip II, fins que van ser derrotats en la batalla del Penyal de Frigiliana.
Després de la repoblació, en la qual predominen els cristians procedents de punts propers de la província així com de la resta d'Andalusia, Canillas de Albaida es desenvolupa dedicats els seus veïns a l'agricultura, destacant en el cultiu de la vinya, cereals i olivar.